# دیملا
دیملا (به لاتین: Dimla) یک منطقهٔ مسکونی در بنگلادش است که در ناحیه نیل‌پاماری واقع شده‌است. دیملا ۳۲۶٫۸ کیلومتر مربع مساحت و ۱۸۷٬۶۹۶ نفر جمعیت دارد.